# Partido Socialista de Trabajadores (Chile)
El Partido Socialista de Trabajadores (PST) fue un partido político de izquierda chileno que existió entre 1940-1944.

## Historia
Fundado el 19 de abril de 1940 por una facción de expulsados del Partido Socialista de Chile (PS). El grupo tuvo su origen después del VI Congreso General Ordinario (1939) del PS que se mostró disconforme con la participación y continuación en el gobierno de Pedro Aguirre Cerda y el Frente Popular (los llamados inconformistas). Aunque posteriormente se integra a la Alianza Democrática, que fue la continuación de dicha coalición política.
Entre sus integrantes estuvieron los diputados César Godoy Urrutia, Carlos Müller Rivera, Emilio Zapata Díaz, Carlos Rosales, Natalio Berman y Jorge Dowling. Junto con ellos la mayoría de la FJS encabezada por su Secretario General Orlando Millas. Además de René Frías Ojeda, regidor por Santiago. Secretario General del PST fue Godoy Urrutia. En las elecciones parlamentarias de 1941 logró elegir a Berman como diputado, mientras que Godoy Urrutia consiguió un cupo en una elección complementaria. 
Desde sus inicios el movimiento mostró su afinidad con el Partido Comunista, por lo que el 18 de junio de 1944 determinó disolverse para incorporarse al PCCh. Un grupo de militantes, entre los que se encontraba Emilio Zapata Díaz, rechazó esta medida y fue expulsado, volviendo después al PS.
El Partido Socialista de Trabajadores realizó los siguientes congresos:
- 1 de mayo de 1940, Santiago.
- 1 al 4 de mayo de 1941, Rancagua.
- 1 al 3 de mayo de 1942, Santiago.

## Resultados electorales

### Parlamentarias
| 1941 | 12 527 | \| \| 2,78 % \| | 1/147 |
|      | 2,78 % |                 |       |